# Carlo Grano
Carlo Kardinal Grano (* 14. Oktober 1887 in Rom, Italien; † 2. April 1976 ebenda) war ein vatikanischer Diplomat und Kardinal der römisch-katholischen Kirche.

## Leben

Carlo Grano bei der Übergabe des Kardinalsbiretts im Quirinal (1967)

Carlo Grano studierte in Rom die Fächer Philosophie und Katholische Theologie und empfing am 14. Juni 1912 das Sakrament der Priesterweihe. Anschließend arbeitete er bis 1920 als Gemeindepriester in der Diözese Rom. Von 1920 bis 1923 war er Außerordentlicher Päpstlicher Zeremoniar. Anschließend trat er in die Dienste des Staatssekretariates. Von 1945 bis 1953 war er Päpstlicher Protokollchef, von 1953 bis 1958 arbeitete er in verschiedenen Funktionen für die Rechnungsabteilung des Vatikans.
1958 ernannte Papst Johannes XXIII. ihn zum Titularerzbischof von Thessalonica und zum Apostolischen Nuntius in Italien. Die Bischofsweihe spendete ihm der Papst selbst; Mitkonsekratoren waren Girolamo Bartolomeo Bortignon, Bischof von Padua, und Gioacchino Muccin, Bischof von Feltre e Belluno. Papst Paul VI. nahm ihn 1967 als Kardinalpriester mit der Titelkirche San Marcello in das Kardinalskollegium auf. Carlo Grano empfings das rote Birett vom italienischen Staatspräsidenten Giuseppe Saragat im Quirinalspalast.
Carlo Grano starb am 2. April 1976 in Rom und wurde in seiner Titelkirche bestattet.

## Ehrungen
- 1953: Großoffizier des Verdienstordens der Italienischen Republik
- 1953: Großkreuz des Verdienstordens der Bundesrepublik Deutschland
- 1954: Großkreuz des Verdienstordens der Italienischen Republik
- 1958: Großes Silbernes Ehrenzeichen am Bande für Verdienste um die Republik Österreich[1]